# Chasan B
Le chasan B est un cépage de raisin blanc d'origine française.

## Origine
Il a été créé, en 1958, par Paul Truel, chercheur de l'INRA du domaine de Vassal, annexe du centre INRA de Montpellier, en métissant le listan, cépage espagnol d'Andalousie, et le chardonnay, cépage du vignoble de Bourgogne.
Le cépage est recommandé ou autorisé dans la majorité des départements viticoles français (Ardèche, Aude, Aveyron, Corse, Gers, Gironde, Hérault, Landes, Loire-Atlantique, Lot, Lot-et-Garonne, Maine-et-Loire, Nièvre, Pyrénées Atlantiques, Pyrénées Orientales, Tarn-et-Garonne et Var). En 2011, il occupait 684 hectares en France.
| 1988   | 1994   | 2000     | 2004   | 2008   | 2011   |
| ------ | ------ | -------- | ------ | ------ | ------ |
| 238 ha | 260 ha | 1 058 ha | 914 ha | 960 ha | 684 ha |

## Caractères ampélographiques
Le bourgeonnement est faiblement velu et les jeunes feuilles de couleur vertes. L'extrémité du jeune rameau est blanche et cotonneuse. Le rameau est coloré en rouge entre les nœuds. Les feuilles adultes sont orbiculaires, très découpées, à sept lobes voire plus, des sinus latéraux profonds à fond en U et un sinus pétiolaire en lyre, des dents droites.
Les grappes sont très grosses et les baies de taille moyenne de forme sphérique.

## Caractéristiques organoleptiques
- Le vin blanc est légèrement aromatique, peu acide et moyennement alcoolique. Il est à boire jeune.
- Fraîcheur, minéralité, verveine.

## Aptitudes

### Culturales
Cépage fertile et productif, il doit être taillé court et la longueur de ses rameaux nécessite un palissage.
La maturité est de première époque tardive : 5 - 6  jours après le chasselas.
Précoce, il résiste plutôt bien à la pourriture grise, mais nécessite une surveillance vis-à-vis de l'oïdium et de l'excoriose et parfois vis-à-vis du mildiou et des acariens.

### Technologiques
Ce cépage est sensible à l'oxydation, paramètre à prendre en compte lors de la récolte et de la réception de la vendange, moyennant quoi, il donne un vin aromatique. Il est plutôt adapté aux zones de cultures septentrionales, car son acidité chute fortement à la maturation et son niveau parfois trop bas en région chaude peut donner des vins plats et mous.
Les grappes  sont assez grandes et les baies sont de taille  moyenne. La grappe est conique avec 2 ailerons. Le cépage est vigoureux et assez fertile.
En matériel certifié, un clone est agréé : le clone 538.

## Synonymes
INRA 1527-78